# Hellas Planitia
Hellas Planitia o planicie de Hélade es una llanura (planitia) localizada en el hemisferio sur del planeta Marte, consistente en un gran cráter de impacto. El cráter se encuentra centrado en torno a las coordenadas 42.7 S, 70.0 E. Con un diámetro de unos 2300 km, es el cráter de impacto más grande de la superficie de Marte. Se cree que fue formado durante el período de intenso bombardeo tardío del sistema solar, hace unos 3900 millones de años, cuando un gran asteroide colisionó con la superficie marciana.
Es el punto más bajo del planeta, a un nivel aproximado de 6000 metros por debajo del datum marciano.

## Descripción

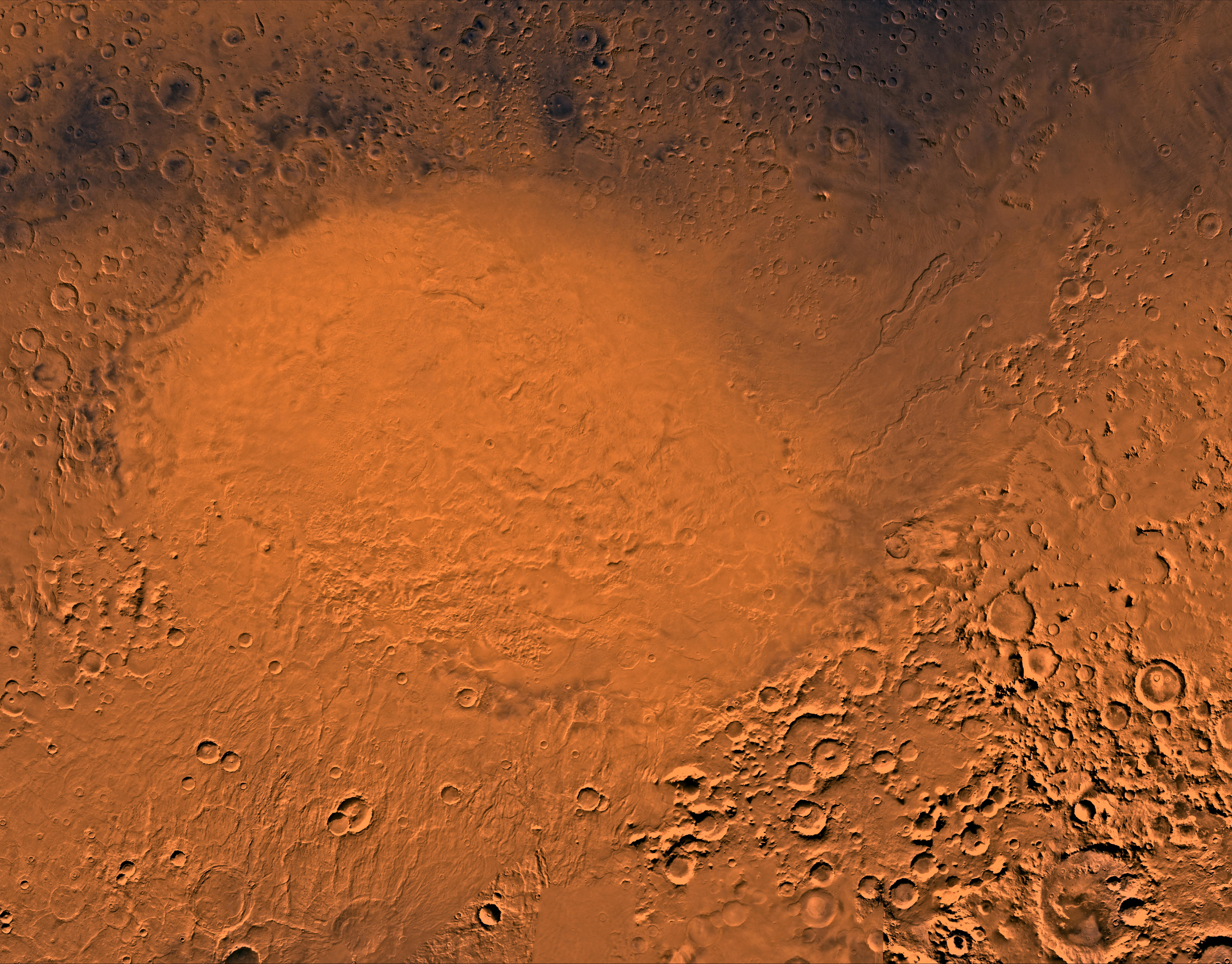
Composición en color de la región de Hellas Planitia en Marte creada a partir de imágenes de las sondas orbitales Viking.

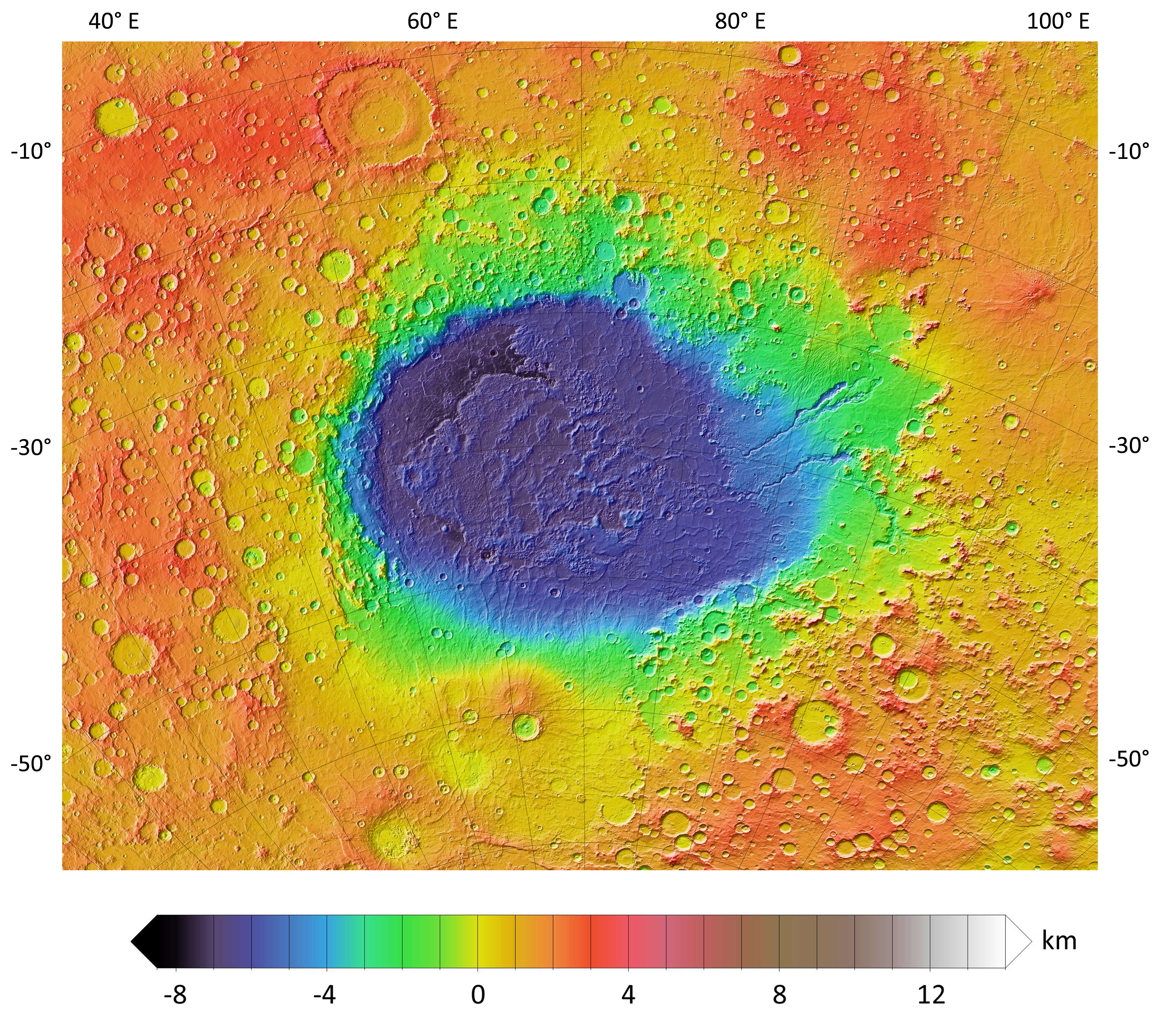
Mapa topográfico de Hellas Planitia.

Con un diámetro de aproximadamente 2300 km, es la estructura de impacto más grande del planeta. Utopia Planitia es ligeramente más grande (la cuenca boreal, si resultara ser un cráter de impacto, sería considerablemente más grande). Se cree que Hellas Planitia se formó durante el período de bombardeo intenso tardío del sistema solar, hace aproximadamente 4100 a 3800 millones de años, cuando un protoplaneta o un gran asteroide golpeó la superficie.
La diferencia de altitud entre el borde y el fondo es de más de 9000 m. La profundidad del cráter es de 7152 m por debajo del punto de presión media del planeta, esto explica la presión atmosférica en el fondo: 12,4 mbar (1240 Pa) durante el invierno, cuando el aire es más frío y alcanza su mayor densidad. Esto es un 103 % mayor que la presión media del planeta (610 Pa, o 6.1 mbar) y por encima del punto triple del agua, lo que sugiere que la fase líquida podría estar presente bajo ciertas condiciones de temperatura, presión y contenido de sal disuelta. Se ha teorizado que una combinación de acción glacial y ebullición explosiva puede ser responsable de las características del barranco en el cráter.
Algunos de los canales de salida de baja elevación se extienden hacia Hellas Planitia desde el complejo volcánico Hadriacus Mons hacia el noreste, dos de los cuales muestran las imágenes de la Cámara del Orbitador de Marte contienen barrancos: Dao Vallis y Reull Vallis. Estos barrancos también son lo suficientemente bajos como para que el agua líquida sea transitoria alrededor del mediodía marciano, si la temperatura aumentara por encima de 0 °C.
Hellas Planitia es antípoda de Alba Patera. Éste, junto con Isidis Planitia son aproximadamente antípodas a la Protuberancia de Tharsis, con sus enormes volcanes en escudo, mientras que Argyre Planitia es aproximadamente antípoda de Elysium, la otra región principal levantada de volcanes en escudo en Marte. Se desconoce si los volcanes en escudo fueron causados por impactos en las antípodas como el que produjo Hellas Planitia, o si es mera coincidencia.